# Alfredo D'Ambrosio
Alfredo D'Ambrosio (Nàpols, Campània, 13 de juny de 1871 - París, 29 de desembre de 1914) fou un violinista i compositor italià.
Estudià en el Conservatori de Nàpols, destacant com a violinista i autor d'obres de concert per l'instrument de la seva especialitat, incloses amb freqüència en els seus programes per Sarasate, Kubelík, Kocian i altres virtuosos, i en els que es rebel·la el seu autor com a fàcil melodista no desproveït de certa originalitat i gracia.